# Abu Arrabi Solimão
Abu Arrabi Solimão (em árabe: أبو الربيع سليمان; romaniz.: Abū ar-Rabī Sulaimān) foi o sultão do Império Merínida (no atual Marrocos) de 28 de julho de 1308 até novembro de 1310.

## Vida
Abu Arrabi Solimão era, respectivamente, filho e irmão dos sultões Abu Iacube Iúçufe Anácer (r. 1286–1307) e Abu Tabite Amir (r. 1307–1308). Em 28 de julho de 1308, seu irmão morreu repentinamente em Tânger e Abu Arrabi Solimão o sucedeu. Naquele momento, o Império Merínida enfrentava a rebelião de outro príncipe da dinastia reinante, Abuçaíde Otomão ibne Abi Alulá, que desde 1307, com apoio do sultão do Reino Nacérida de Granada, reclamou o trono para si e tomou partes do Magrebe. Apesar de alguns sucessos, Abu Tabite Amir faleceu antes de conseguir encerrar a revolta, legando a Abu Arrabi Solimão a responsabilidade de lidar com o rebelde. Em 1309, Abuçaíde Otomão foi derrotado em Alacã e forçado a abandonar o Norte da África e buscar refúgio no Reino Nacérida, onde tornar-se-ia comandante dos Voluntários da Fé.

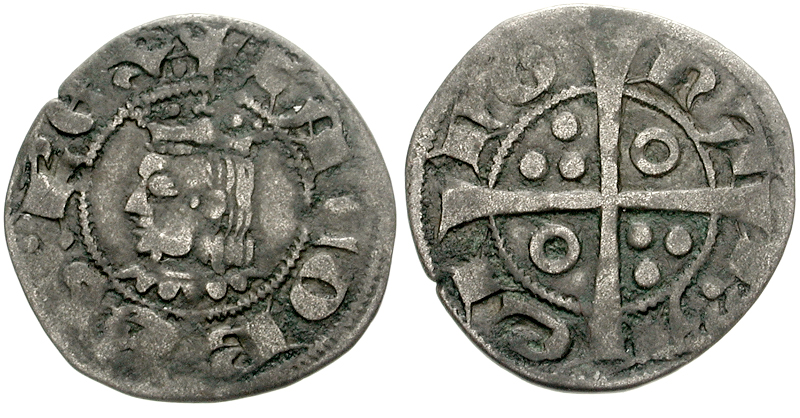
Dinheiro de bilhão de Jaime II de Aragão r.

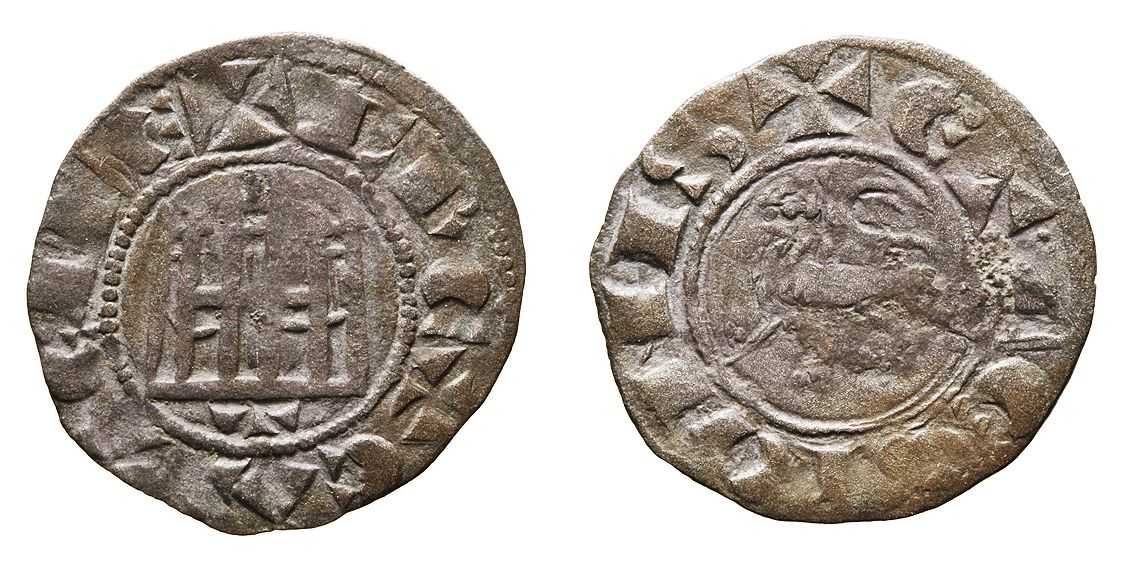
Pepião de bilhão r.

As relações entre o Império Merínida e o Reino Nacérida também estavam abaladas por conta da conquista, por parte dos granadinos, de portos merínidas do Magrebe, sobretudo Ceuta. A conquista de Ceuta também preocupava a Coroa de Aragão e a Coroa de Castela, pois podia significar o bloqueio do comércio pelo Estreito de Gibraltar. O vizir granadino Abu Sultão Aziz ibne Almunim Adani  se esforçou para dissipar esses temores de seus vizinhos, mas Aragão encabeçou esforços diplomáticos contra Granada. Os merínidas iniciaram um ataque contra Ceuta em 12 de maio de 1309 e o rei Jaime II (r. 1291–1327) aproveitou a oportunidade para fazer um pacto com Abu Arrabi em julho. Nele, ofereceu galés e cavaleiros à conquista em troca de pagamentos fixos, entregas de trigo e cevada a Aragão, benefícios comerciais aos comerciantes catalães no Marrocos e um acordo para ambas as partes de não fazerem uma paz separada. Em 20 de julho, o povo de Ceuta derrubou seus governantes nacéridas, permitiu que os merínidas entrassem na cidade sem a ajuda dos aragoneses e juraram sua lealdade (baia). O retorno de Ceuta suavizou a postura merínida contra Granada e os dois Estados muçulmanos entraram em negociações. Nácer (r. 1309–1314), sucessor de Maomé III, já havia enviado seus emissários à corte merínida em Fez desde abril e, no final de setembro, um acordo de paz foi alcançado. Além de aceitar o domínio merínida sobre Ceuta, Nácer teve que ceder Algeciras e Ronda - ambas na Europa - e seus territórios vizinhos. Assim, os merínidas voltaram a ter postos avançados nos territórios tradicionais de Granada no sul da Península Ibérica, após sua última retirada em 1294. Não precisando mais da ajuda de Aragão, os merínidas descartaram a aliança entre eles e não enviaram o saque de Ceuta como prometido; logo o rei Jaime II escreveu a seu homólogo castelhano Fernando IV sobre o sultão Abu Arrabi Solimão: "Parece-nos, rei, que de agora em diante podemos considerar esse rei como um inimigo".
Entretanto, no final de julho, as forças cristãs, incluindo não só as forças de Castela e Aragão, mas também as de Portugal, que aderiram à aliança em 3 de julho, sitiaram Algeciras, um porto no extremo oeste do Reino Nacérida, lideradas por Fernando IV. Logo, um destacamento dessa força também sitiou a vizinha Gibraltar. Duas máquinas de cerco atacaram as muralhas de Gibraltar enquanto navios aragoneses bloqueavam seu porto. A cidade se rendeu em 12 de setembro de 1309, pouco antes da paz de Nácer com os merínidas. Embora este porto fosse menos importante que o de Algeciras, sua conquista ainda foi significativa, pois deu a Castela uma posição estratégica no Estreito de Gibraltar. O cerco de Algeciras continuou e, de acordo com o acordo de paz granadino-merínida, a cidade mudou de mãos aos merínidas, por quem a guarnição agora lutava. Os merínidas enviaram tropas e suprimentos para reforçar a cidade, enquanto Nácer redirecionou sua atenção ao fronte oriental. No final de outubro ou novembro, um contingente de 500 cavaleiros castelhanos liderados pelo tio do rei, Infante João, e o primo do rei, João Manuel, deixaram o cerco de Algeciras, desmoralizando o resto dos sitiantes e tornando-os vulneráveis a um contra ataque. Fernando IV ainda estava determinado a continuar o cerco, jurando que preferia a morte em batalha à desonra de se retirar de Algeciras. O cerco de Fernando IV a Algeciras fez pouco progresso e, em janeiro de 1310, suspendeu o cerco e iniciou negociações com Nácer. A presença merínida na Península Ibérica provou ser de curta duração. Abu Arrabi Solimão morreu em novembro e foi sucedido por Abuçaíde Otomão II (r. 1310–1331), que queria expandir ainda mais seus territórios ibéricos. Ele enviou uma frota através do estreito, mas foi derrotado por Castela ao largo de Algeciras em 25 de julho de 1311. Ele decidiu se desvencilhar e devolveu suas propriedades ibéricas, incluindo Algeciras e Ronda, para Nácer.